# Мали Влай
Мали Влай (на македонска литературна норма: Мали Влај; на албански: Ermëz) е село в Северна Македония, в Община Струга.

## География
Селото е разположено в най-южните склонове на планината Ябланица.

## История
Вероятно името на селото идващо от Мали Влахи, тоест Мали Власи е противопоставено на Ръмен, Старовско, което означава Арумъни на арумънски.
В XIX век Мали Влай въпреки името си е българско село в Стружка нахия на Охридска каза на Османската империя.
В „Етнография на вилаетите Адрианопол, Монастир и Салоника“, издадена в Константинопол в 1878 година и отразяваща статистиката на населението от 1873 година, Глай (Glaï) е посочено като село с 40 домакинства, като жителите му са 100 българи.
Според Васил Кънчов в 90-те години 70 къщи българи екзархисти, много добри и здрави селяни, които се занимават със скотовъдство, имат много кестени и ходят на гурбет в чужбина. Според статистиката му („Македония. Етнография и статистика“) в 1900 година Влай има 165 жители българи християни.
На Етнографската карта на Битолския вилает на Картографския институт в София от 1901 година Чучук Лай (Влай) е чисто българско село в Охридската каза на Битолския санджак с 25 къщи.
По данни на секретаря на Българската екзархия Димитър Мишев („La Macédoine et sa Population Chrétienne“) в 1905 година във Влай има 192 българи патриаршисти гъркомани. В 1907 година Яким Деребанов пише в свой рапорт, че Влай има 30 къщи и 171 жители. Макар че селото е „чисто българско“, спада към Дурацката епархия на Цариградската патриаршия. За икономическото положение на местните жители Деребанов отбелязва:
| „ | Занимават се със земеделие и скотовъдство, нъ много са бедни. Отиват на чужбина и занимават се с дюлгерство. | “ |

Според преброяването от 2002 година селото има 71 жители македонци.
Селото е известно със своя диалект, говорен единствено в още три съседни села.
В селото има църкви „Свети Атанасий“, „Свети Никола“ и „Света Петка“.